# Alebroides magnus
Alebroides magnus är en insektsart som beskrevs av Irena Dworakowska 1997. Alebroides magnus ingår i släktet Alebroides och familjen dvärgstritar. Inga underarter finns listade i Catalogue of Life.